# Balogh Elemér (filozófus)
Balogh Elemér (Záhony, 1917. július 11. – Budapest, 1965. április 6.) filozófus, tanszékvezető egyetemi tanár, a bölcsészettudományok kandidátusa.
Mint marxista filozófus, ideológus elsősorban az ateista filozófiával, a vallás kritikájával valamint az antiszemitizmus és a cionizmus bírálatával foglalkozott.

## Élete
A debreceni Tisza István Tudományegyetemen tanár szakon folytatta tanulmányait. Ennek során került kapcsolatba az illegális kommunista mozgalommal, Zöld Sándorral és körével: Újhelyi  Szilárddal, Losonczy Gézával, Tariska Istvánnal és másokkal, és kapcsolódott be 1938 elején a Márciusi Front munkájába. A mozgalomban ismerkedett meg feleségével, Kutrucz Gizellával is. Egy lányuk és egy fiuk született. 1942-benszerezte meg középiskolai tanári oklevelét. A debreceni Györffy István Kollégium támogatója, majd 1946-tól a Debrecenben alakuló népi kollégiumok pártfogója volt.
1945-ben a Magyar Kommunista Párt debreceni városi bizottságának első titkára, 1945–1946 között a Szabolcs megyei földosztó bizottságok kormánybiztosa volt. 
1948-tól 1950-ig az első pártiskolákon tanított. 1949-ben a Debreceni Tudományegyetemen szerezte meg doktori oklevelét szociológiából A magyar antiszemitizmus bírálata című értekezésével.
1948-tól 1950-ig a Pártfőiskola filozófia tanára volt, majd 1950-től a Budapesti Orvostudományi Egyetem Filozófiai Tanszékének tanszékvezetője tanárként, majd 1952-től egyetemi tanárként. Közben éveken keresztül szerkesztette a Természet és Társadalom valamint a Pedagógiai Szemle című újságokat.
A Magyar Tudományos Akadémián Mátrai László és Fogarasi Béla aspiránsa (1952–1954), majd az MSZMP és a Német Szocialista Egységpárt (NSZEP) ún. pártaspiránsa (1957–1959). A filozófiai tudományok kandidátusa fokozatot Berlinben, 1959-ben szerezte meg Georg Lukács und die ungarische Konterrevolution (~Lukács György és a magyar ellenforradalom) című értekezésével (honosítva: Budapest, 1965).
Súlyos betegsége következtében vonult nyugállományba majd öngyilkos lett.

## Könyvei
- A kereszténység eredete, Budapest, 1951
- A marxi filozófiai materializmus – A világ anyagisága – Az MDP Pártfőiskoláján tartott előadás, Szikra Könyvkiadó, Budapest, 1954
- Balogh Elemér–Katona Péter: Anyag és tudat, Szikra Könyvkiadó, Budapest, 1955
- Az antiszemitizmus és a cionizmus igazi arca, Szikra Könyvkiadó, Budapest, 1955
- Balogh Elemér–Lajtha Kálmán: Materialista és antiklerikális hagyományainkról, Szikra Könyvkiadó, Budapest, 1955

## Rövidebb írásaiból
- Falurajzok 1935, MTA Szociológiai Kutató Intézete, Budapest, 1990 benne Balogh Elemér: Sárhida község szociográfiája
- Táj- és népkutatás a középiskolában, Államtudományi Intézet Táj- és Népkutató Osztálya, Budapest, 1942, A magyar táj- és népismeret könyvtára 6. benne Balogh Elemér: Megfigyelések a hortobágyi csikós és ménes pusztai életéből
- A vallás a Párt és az állam szempontjából, Társadalmi Szemle 1950. július-augusztus, Szikra Könyvkiadó, Budapest, 1950
- A vallás keletkezése, Budapest, 1950
- A „véletlen” szerepe az egyházi reakció propagandájában, Természet és Technika, 1952. 8. szám, Magyar Természettudományi Társulat, Budapest, 1952
- Miért jelent a dialektikus materializmus forradalmi változást a filozófiában?, Prop., 1952. 2. szám
- A csodákról, Természet és Technika, 1952. 12. szám, Magyar Természettudományi Társulat, Budapest, 1952
- Az „isteni célszerűségről”, Természet és Technika, 1952. 9. szám, Magyar Természettudományi Társulat, Budapest, 1952
- A kereszténység eredete, Természet és Technika, 1953. 3. szám, Magyar Természettudományi Társulat, Budapest, 1953
- A teremtésről és a világ „végokairól”, Természet és Technika, 1953. 1. szám, Magyar Természettudományi Társulat, Budapest, 1953
- A „megbocsátás” a dolgozók lefegyverzésének ideológiai eszköze, Természet és Technika, 1954. 4. szám, Magyar Természettudományi Társulat, Budapest, 1954
- Csokonai „A lélek halhatatlanságáról”, Természet és Társadalom, Lapkiadó Vállalat, Budapest, 1955
- Prohászka Ottokár és tudomány, Természet és Társadalom, 1955. 11. szám, Lapkiadó Vállalat, Budapest, 1955
- A vallás társadalmi gyökerei, Prop., 1955. 9. szám
- A marxizmus állásfoglalása a vallás kérdésében, Prop., 1955. 1. szám
- A lélek halhatatlansága és a halál, Természet és Társadalom, 1956. 5. sz., Lapkiadó Vállalat, Budapest, 1956
- Balogh Elemér – Heller Ágnes: A filozófiai vita néhány tanulsága, Természet és Társadalom, 1956. 7. sz., Lapkiadó Vállalat, Budapest, 1956
- Az irracionalizmus bírálatához. Vita Lukács Györggyel, Magyar Filozófiai Szemle 1959/1-2 és 3-4. szám, Akadémiai Kiadó, Budapest, 1959
- Az antiszemitizmusról, Belpolitikai szemle, 1959. január, II. évf. 1. szám